# تتراباربیتال
تتراباربیتال (انگلیسی: Tetrabarbital) یک مشتق باربیتورات با اثر خواب‌آور است.